# Décès en janvier 1963
Décès
- 1959
- 1960
- 1961
- 1962
- 1963
- 1964
- 1965
- 1966
- 1967

Pour une information complémentaire, voir la page d'aide.

| Date       | Nom              | Pays                   | Activités             | Âge | Source |
| ---------- | ---------------- | ---------------------- | --------------------- | --- | ------ |
| 18 janvier | James Park Woods | Drapeau de l'Australie | Militaire australien. | 77  |        |